# Gmina Suså
Gmina Suså (duń. Suså Kommune) była w latach 1970–2006 (włącznie) jedną z gmin w Danii w okręgu Storstrøms Amt. 
Siedzibą władz gminy była osada kolejowa Glumsø. 
Gmina Suså została utworzona 1 kwietnia 1970 na mocy reformy podziału administracyjnego Danii. Po kolejnej reformie w 2007 r. weszła w skład gminy Næstved.

## Dane liczbowe
- Liczba ludności: (♀ 4260 + ♂ 4269) = 8529
  - wiek 0-6: 9,1%
  - wiek 7-16: 14,2%
  - wiek 17-66: 64,9%
  - wiek 67+: 11,8%
- zagęszczenie ludności: 59,2 osób/km²
- bezrobocie: 4,1% osób w wieku 17-66 lat
- cudzoziemcy z UE, Skandynawii i USA: 82 na 10 000 osób
- cudzoziemcy z krajów Trzeciego Świata: 147 na 10 000 osób
- liczba szkół podstawowych: 4 (liczba klas: 58)